# Wayne (Nebraska)
Pour les articles homonymes, voir Wayne.
La ville de Wayne est le siège du comté de Wayne, dans l’État de Nebraska, aux États-Unis. Elle comptait 5 660 habitants lors du recensement de 2010.